# Brüno (2009.)
Brüno je komedija snimana u formi lažnog dokumentarca objavljena 10. srpnja 2009. Producent, autor i glumac Sacha Baron Cohen putuje svijetom kao austrijski modni novinar i homoseksualac Brüno.

## Radnja
Austrijski gay modni novinar Brüno dobio je otkaz nakon što je omeo manekene na modnoj pisti za vrijeme Tjedna mode u Milanu. Uz svog asistenta Lutza, Bruno putuje u Sjedinjene Američke Države kako bi postao superzvijezda.
Nakon probne emisije sa zvijezdama i testne publike (emisija se sastojala od Bruninog erotskog plesa, predlaganja Jamie-Lynn Spears da obavi pobačaj, lovljenja Harrisona Forda i pokazivanja njegova penisa trideset sekundi necenzuriranog), bombe s testnom publikom, pokušava biti poznat na razne načine. Dok pokušava snimiti svoju pornografsku snimku, organizira intervju s Ronom Paulom (neočekivano on "glumi" samog sebe), i dok oni čekaju popravljanje tehničke greške, Brüno počinje zavoditi Paula koji odlazi ljut, nakon prozivanja Brüne "pederom".
U jednoj TV emisiji pokazuje crnu bebu publici i naziva je O.J. koju je dobio u Africi "zamijenivši ga" za U2 iPod. U istoj emisiji pokazuje svoju sliku s bebom: na jednoj je beba pokrivena pčelama dok Brüno ima zaštitu, na drugoj je beba na križu, a na trećoj je u jacuzziju s odraslima u "poziciji 69". Publika je ostala zaprepaštena i Brüni prijeti da vrati bebu. Socijalna služba oduzima bebu Brüni, što ga vodi u duboku depresiji i on počinje jesti brzu hranu kako bi se utješio. Lutz ga vodi kući i vodi ljubav s njim, koji je pod utjecajem "smiješnih naočala". Kada su se probudili, našli su se vezani jedno za drugo lisicama i lancima, te nisu mogli dosegnuti ključ. Kad su pozvali hotelskog poslužitelja za pomoć, rečeno im je da napuste hotel bez ikakve scene. Nakon što su se pokušali ukrcati na bus, Brüno i Lutz odvedeni su u policijsku postaju. Tamo su ih razdvojili, i napokon slobodan, Brüno ljutito govori Lutzu da oni nisu par i da ga on ne voli. Lutz ga, čuvši to, napušta.
Nakon što Lutz odlazi od Brüne i nakon što mu socijalna služba uzima bebu, Brüno se želi promijeniti, želi postati heteroseksualac.
Nakon što Brüno otkriva tko su najveće zvijezde Hollywooda (kao npr. Tom Cruise, Kevin Spacey i John Travolta), konzultira se s dva gay svećenika i govori im da ne budu gay. Na razne načine pokušava postati "straight": pridruživanjem nacionalnoj vojsci, odlaskom u lov, učenjem karatea i odlaskom na swingersku zabavu u kojoj je i dominatrix žena (glumi je Michelle McLaren). Ipak, svaki put upadne u nevolju jer njegovo gay ponašanje upropasti sve, i svaki put nesupješno želi pridobiti neku normalnu curu da bude s njim. Očajan, Brüno još uvijek misli da može biti heteroseksualac.
U vrhuncu filma, sada heteroseksualni Brüno pod imenom "Straight Dave" domaćin je borbe u kavezu. Pojavljuje se Lutz, koji se želi s njim boriti. Publika urla žedna krvi, no dva se borca tijekom borbe počinju ljubiti i dirati pred užasnutom publikom. Završna scena showa pokazuje sada poznatog Brünu zajedno s Lutzom i njihovim djetetom. Tijekom odjavne špice Brüno snima pjesmu za beskućnike s poznatim osobama: pojavljuju se Bono (iz U2), Elton John, Snoop Dogg, Chris Martin (iz Coldplaya), Sting i Slash (iz Velvet Revolvera).

## Promocija
Za vrijeme dodjele MTV-jevih filmskih nagrada 2009., Sacha Baron Cohen pojavljuje se kao Brüno da dodjeli nagradu naboljem kaskaderu. Odjeven u bijelog anđela s krilima i bijelim čizmama, visio je na žicama i dolazio prema pozornici. No, prije nego što je došao do pozornice, pao je na Eminema, sa stražnjicom na njegovom licu. Eminem je viknuo "Jesi li ti jeb*** lud?" i "Maknite ovog luđaka s mene!" Psovke je bilo teško maknuti jer je prijenos bio uživo, sve dok na snimci nisu potpuno maknuli zvuk. Eminem i njegovi zaštitari su izašli s dodjele i nisu se vraćali. Kasnije je utvrđeno da su se obojica dogovorili, iako za vrijeme pada nitko nije znao da za to zna i Eminem.
Brüno se pojavio i u The Tonight Show gdje je izveo ples u krilu Conanu O'Brienu i skinuo svoje hlače.

## Premijera
Film je ranije objavljen u sljedećim državama: Australija, Švicarska, Belgija, Nizozemska i Irska 8. srpnja i u Novom Zelandu i Izraelu 9. srpnja.
U Hrvatskoj je premijera bila 10. srpnja, kao i u svim ostalim državama koje nisu dobile premijeru ranije.

## Ocjene
Film je dobio rejting R uz objašnjenje kako prožima seksualni sadržaj, golotinju i psovanje.
Nakon prve recenzije, film je ocijenjen s NC-17. Međutim, predlagano je da Sacha Baron Cohen i producenti maknu sporne sadržaje da film ne bude primjeren samo za punoljetne gledatelje. Predlagano je i da se pri izlasku DVD-a maknu sporni sadržaji kako DVD ne bi dobio ocjenu R (18+).
BBFC je ocijenio film kao 18+. U Kanadi, film je ocijenjen 18A, a u Quebecu 16+. U Hrvatskoj ne postoje zabrane da maloljetnici gledaju ovaj film, no svejedno postoje sadržaji koji im nisu primjereni.

## Vanjske poveznice
- Brüno u internetskoj bazi filmova IMDb-a
- Brüno na Box Office Mojo
- Brüno na Rotten Tomatoes